# 奇纳塞卡杜
奇纳塞卡杜（Chinnasekkadu），是印度泰米尔纳德邦Thiruvallur县的一个城镇。总人口9744（2001年）。

## 人口
该地2001年总人口9744人，其中男性5065人，女性4679人；0—6岁人口1180人，其中男587人，女593人；识字率75.07%，其中男性为80.89%，女性为68.78%。